# 道斯極限

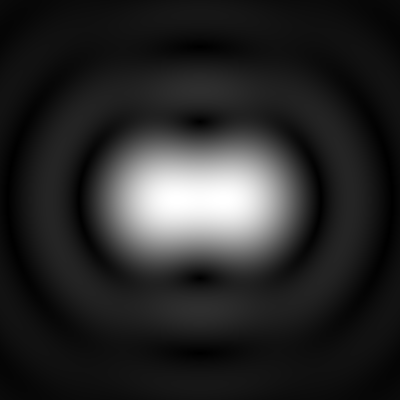
匹配道斯極限的繞射模式。

道斯極限是表達顯微鏡或望遠鏡最大角解析度的公式。雖然瑞利勳爵也發現這個公式，但仍以最初發現這個公式的W. R. 道斯的名字命名。
採用的單位制不同，會使公式有不同的形式：
| R = 4.56/D | D的單位為英吋，R是角秒 |
| R = 11.6/D | D的單位為公分，R是角秒 |
| 此處       | D 是主鏡（口徑）的直徑 |
|            | R是儀器的解析力        |